# Wim Schepens
Wim Schepens (1958) is een Nederlandse programmamaker en eindredacteur voor vele VPRO-programma’s. 
Na het Sint-Vituscollege in Bussum studeerde Schepens Sociologie aan de Universiteit van Amsterdam en deed daarna een marketingopleiding. Vanaf 1985 werkt hij voor de VPRO en de NPS. Als eindredacteur was hij betrokken bij de wetenschapsprogramma's Noorderlicht, Dokwerk, Labyrinth en de door hem bedachte Nationale Wetenschapsquiz. Ook was hij eindredacteur bij de themakanalen Hollanddoc24 en Geschiedenis24. Ook van de programma's Landroof en Jonge Helden had hij de eindredactie. Sinds 2017 is Schepens eigenaar van een media- en marketingbedrijf.

## Erkenning
Samen met collega Robert Wiering won Schepens in 2008 De Tegel voor het interactieve tv-programma en website Landroof. Zij kregen de prijs in de categorie 'Innovatieve Journalistiek'. Datzelfde jaar won het programma tevens de Prix Italia in de categorie 'Empowering Audiences'.
Voor de documentaire Age no Problem kreeg hij bij de uitreiking van de Amerikaanse Silver Video Award een eervolle vermelding. Ook is hij winnaar van de Persprijs Jacques van Veen. 

## Prijs
- Prix Italia (2008)
- De Tegel (2008)